# FC Gladsaxe
FC Gladsaxe (tidligere VB 1968) er en dansk fodboldklub, der holder til i den københavnske forstadsby Bagsværd i Værebro/Værebroparken. Klubben er startet i 1968 og arbejder for integration igennem fodbold. 
Klubbens førstehold lå i 2003 i DBU Sjællands laveste række (Serie 6), men rykkede op igennem 2000'erne op gennem rækkerne, og rykkede i 2010 op i Sjællandsserien.
Den 9. januar 2024 blev det offentliggjort, at klubben skiftede navn til FC Gladsaxe.

## Ekstern kilde/henvisning
- FCG’s officielle hjemmeside